# Ландакотсспитали
Ландакотсспитали (исл. Landakotsspítali), или Госпиталь Св. Йозефа (Санкти-Йоусепсспитали, исл. Sankti Jósepsspítali) — госпиталь в столице Исландии Рейкьявике, располагается на холме Ландакот. Построен в 1902 году в качестве университетской больницы при медицинской школе, созданной в 1876 году, на основе которой 17 июня 1911 года открыт медицинский факультет Исландского университета; в 1930 году официально получил статус госпиталя.